# Landesbetrieb Verkehr
Der Landesbetrieb Verkehr (LBV) ist ein Landesbetrieb der Freien und Hansestadt Hamburg und zuständig für verkehrsbezogene Themen in Hamburg. Darunter fallen
- Dokumente für den Straßenverkehr auf Basis der rechtlichen Grundlagen und Vorschriften (StVG, StVO, FZV, FeV, StVZO, EG-FGV, FahrlG etc.), wie beispielsweise Führerscheine und Fahrzeug-Zulassungsbescheinigungen (ehem. Fahrzeugschein und -Brief) sowie Bewohnerparkausweise
- das gesamte Parkraum-Management in Hamburg
- Erteilung von Ausnahmegenehmigungen für straßenverkehrsrechtlichen Pflichten bzw. Dokumente
- Konzeption von Maßnahmen im ruhenden Verkehr und Entwicklung von Bewohnerparkgebieten in Hamburg
- Betreuung der Fahrzeugflotte der Hamburgischen Verwaltung
- Beratung der Verwaltungseinheiten bezüglich Fahrzeugbeschaffungspolitik

## Organisation
Der LBV wurde durch Senatsbeschluss vom 6. August 1996 mit Zustimmung der Bürgerschaft zum 1. Januar 1997 gegründet und zum 1. Juli 2020 eingegliedert in die Behörde für Verkehr und Mobilitätswende (BVM).
Der Landesbetrieb Verkehr ist ein Dienstleistungsbetrieb der Freien und Hansestadt Hamburg (FHH) mit rund 450 Beschäftigten. Er wird nach kaufmännischen Grundsätzen, gemäß den Regeln des Handelsgesetzbuches (HGB), der Landeshaushaltsordnung (LHO) und spezieller Verwaltungsvorschriften geleitet.
Der LBV ist nach DIN 9001 in der jeweils gültigen Fassung zertifiziert. Das Qualitätsmanagement des LBV zielt darauf ab, dass die Geschäftsprozesse wirtschaftlich ausgerichtet sind und sich an den Bedürfnissen der Kunden sowie der Beschäftigten orientieren.
Der LBV verfügt über sechs Standorte im Stadtgebiet. Die Verkehrs- und Parkraum-Managementtätigkeiten werden aus vier weiteren Standorten heraus durchgeführt.
Es werden jährlich über 400.000 Antragsteller bedient, dazu gewerbliche Dienstleister. Über seine Parkraum- und Verkehrs-Management-Tätigkeiten hat der LBV an sechs Wochentagen über 1,6 Mio. Kundenkontakte im Jahr.